# Plan hôpital 2012
Le plan hôpital 2012 est un plan pour les établissements hospitaliers publics et privés au service de la santé des patients et de l'excellence de la médecine française. Il a été annoncé en France le 13 février 2007 par le ministre de santé Xavier Bertrand. Il succède au plan hôpital 2007.

## Principes

### Objectifs
Le principe du plan Hôpital 2012 est d'apporter des aides d’État pour cofinancer des projets de modernisation d'hôpitaux, à hauteur de 50 % en moyenne. Il s'agit notamment de rénover les bâtiments, de favoriser des regroupements d'établissements ou de services et de moderniser l'informatique. Ce plan veut poursuivre la dynamique d'investissement et de modernisation des établissements hospitaliers.
- Objectif no 1 : maintenir un haut niveau d’investissement, soit au niveau national, 10 milliards d’euros sur 5 ans, concernant à la fois les établissements de santé publics et privés.
- Objectif no 2 : soutenir la mise en œuvre des schémas régionaux d’organisation sanitaire (SROS). Il s’agit d’accompagner les recompositions hospitalières, les regroupements de plateaux techniques, les partenariats entre établissements publics et privés et les recompositions internes.
- Objectif no 3 : soutenir les opérations répondant aux critères d’efficience, afin de garantir la soutenabilité et la viabilité économique et financière des opérations immobilières.
- Objectif no 4 : développer les systèmes d’information hospitaliers, qui représentent 15 % du montant des enveloppes régionales du plan Hôpital 2012. La logique de regroupement des projets et de la mutualisation a été largement encouragée par le volet "système d’information" du plan Hôpital 2012.
- Objectif no 5 : assurer les mises aux normes de sécurité à caractère exceptionnel, en particulier les normes antisismiques (Martinique et Guadeloupe) et les opérations de désamiantage.

### Budget
Ce plan prévoit le financement de 10 milliards d'euros de projets d'investissements, financés en moyenne à 50 %. Cette enveloppe de 10 milliards sera fractionnée en deux tranche allouées respectivement en 2007 et 2009. La première tranche concernera donc 5 milliards d'euros d'investissements.
Ce n'est qu'en début février 2010 qu'est annoncé le déblocage des fonds de la 1re tranche du plan Hôpital 2012. Ciblés immobilier ou SI, 633 projets se voient ainsi octroyer plus de 2 milliards d'euros d'aide. Le lancement de la 2e tranche reste pour l'heure en suspens.

### Opérations
Deux catégories d’opérations sont éligibles au plan :
- les opérations de recomposition hospitalière et de mise en œuvre des Schémas régionaux d’organisation sanitaire (SROS) ;
- l’accélération de la mise en œuvre des Systèmes d’information hospitaliers (SIH) dès lors qu’elle correspond à une informatisation du processus de soins.

Les opérations exceptionnelles de mise aux normes (amiante, risque sismique…) sont éligibles sur une enveloppe nationale qui s'inscrira en amoindrissement de la deuxième tranche.

## Mise en œuvre
La circulaire du 15 juin 2007 relative à la mise en œuvre du plan Hôpital 2012 fixe les conditions d'éligibilité des projets.
L'enveloppe totale prévue pour le plan est de 5 milliards d'euros d'aides.

### 2008-2010
La ministre de la Santé Roselyne Bachelot a détaillé le 10 février 2010 les derniers projets du plan Hôpital 2012, pour un budget de près de 900 millions d'euros.
Au total, les aides accordées s'élèvent à 2,2 milliards d'euros à l'issue de la première étape 2008-2010, avec quelque 640 projets retenus sur 2 000 dossiers de candidature.
85 % des investissements validés depuis 2007 ont été d'ordre immobilier, tandis que 15 % concernaient les systèmes d'information hospitaliers (SIH). En termes d'aides, les établissements publics ont concentré 84,3 % des montants accordés, contre 9,8 % pour le secteur privé lucratif.